# 显脉报春
显脉报春（学名：Primula celsiiformis）为报春花科报春花属下的一个种。

## 扩展阅读
- 維基物種上的相關：显脉报春